# Mikanda
Mikanda è una rete di bibliotecari della Repubblica democratica del Congo.
Fu creata nel 2003 come portale web, specializzato nel miglioramento dell'accesso alla lettura mediante la gestione digitale dei libri, che riunisce biblioteche, centri di documentazione e altre collezioni documentarie private congolesi. Questa rete è elencata tra le risorse generaliste o multidisciplinari dell'Università cattolica di Lovanio..